# Mikelanđelo (Nindža kornjače)
Mikelanđelo (engl. Michelangelo) je izmišljeni lik i iz serijala Nindža kornjače. Njegov povez za oči je narandžast (mada izvorno sve Nindža kornjače nose crvene poveze) a oružje dva para nunčaka, mada je ponekad prikazan i sa drugim oružjem kao što su hvatajuća kuka, tonfa, a u nekim fan-artovima i kusari-gama. Nunčake su ilegalne u nekim zemljama, tako da su izbačene iz nekih TV serija prikazivanih u Evropi. On je prirodni atleta i smatra se najbržom kornjačom. Mikelanđelo je najdobroćudniji i najopušteniji od svih kornjača. Ime je dobio po poznatom italijanskom umetniku Mikelanđelu Buonarotiju (ital. Michelangelo Buonarroti).

## Spoljašnje veze
- Mikelanđelov profil na zvaničnom sajtu o Nindža kornjačama